# باب‌اسفنجی شلوارمکعبی (فصل ۴)
 فصل چهارم سریال تلویزیونی انیمیشن باب اسفنجی شلوارمکعبی، که توسط زیست‌شناس دریایی و انیماتور استیون هیلنبرگ ایجاد شده‌است، از 6 مه 2005 تا 24 ژوئیه 2007 در نیکلودئون پخش شد و شامل 33 قسمت بود که فصل اپیزود "ترس از یک همبرگر خرچنگی "/" صدف یک مرد " است.